# Alaksandr Syman
Alaksandr Walancinawicz Syman (biał.: Аляксандр Валянцінавіч Сыман; ros.: Александр Валентинович Сыман, Aleksandr Walentinowicz Syman; ur. 26 lipca 1977 w Kopylu) – białoruski biathlonista, srebrny medalista mistrzostw świata.

## Kariera
W Pucharze Świata zadebiutował 2 grudnia 1999 roku w Hochfilzen, kiedy zajął 79. miejsce w biegu indywidualnym. Pierwsze punkty wywalczył 28 lutego 2001 roku w Soldier Hollow, zajmując 24. miejsce w tej samej konkurencji. Na podium zawodów tego cyklu pierwszy raz stanął 11 lutego 2005 roku w Pragelato, kończąc rywalizację w sprincie na trzeciej pozycji. W zawodach tych wyprzedzili go jedynie Rosjanin Siergiej Rożkow i Björn Ferry ze Szwecji. W kolejnych startach jeszcze jeden raz stanął na podium: 16 lutego 2005 roku w Pokljuce wygrał sprint. Najlepsze wyniki osiągnął w sezonie 2004/2005, kiedy zajął 35. miejsce w klasyfikacji generalnej.
Na mistrzostwach świata w Pokljuce w 2001 roku wspólnie z Wadimem Saszurinem, Ołeksijem Ajdarowem i Olegiem Ryżenkowem zdobył srebrny medal w sztafecie. Był też między innymi czwarty w sztafecie podczas mistrzostw świata w Hochfilzen w 2005 roku.
W 2002 roku wystartował na igrzyskach olimpijskich w Salt Lake City, gdzie zajął 56. miejsce w sprincie, 49. miejsce w biegu pościgowym i ósme w sztafecie. Na rozgrywanych cztery lata później igrzyskach w Turynie uplasował się na 71. pozycji w biegu indywidualnym i jedenastej w sztafecie. Brał też udział w igrzyskach olimpijskich w Vancouver w 2010 roku, gdzie był między innymi dwudziesty w sprincie i jedenasty w sztafecie.

## Osiągnięcia

### Igrzyska olimpijskie
| Rok  | Miejscowość    | Konkurencje | Konkurencje | Konkurencje | Konkurencje | Konkurencje | Konkurencje | Konkurencje |
| Rok  | Miejscowość    | IN          | SP          | PU          | MS          | RL          | MR          | SR          |
| ---- | -------------- | ----------- | ----------- | ----------- | ----------- | ----------- | ----------- | ----------- |
| 2002 | Salt Lake City | –           | 56.         | 49.         | nd.         | 8.          | nd.         | –           |
| 2006 | Turyn          | 71.         | –           | –           | –           | 11.         | nd.         | –           |
| 2010 | Vancouver      | 41.         | 20.         | 31.         | –           | 11.         | nd.         | –           |

### Mistrzostwa świata
| Rok  | Miejscowość     | Konkurencje | Konkurencje | Konkurencje | Konkurencje | Konkurencje | Konkurencje | Konkurencje |
| Rok  | Miejscowość     | IN          | SP          | PU          | MS          | RL          | MR          | SR          |
| ---- | --------------- | ----------- | ----------- | ----------- | ----------- | ----------- | ----------- | ----------- |
| 2001 | Pokljuka        | 62.         | 50.         | 40.         | –           | 2.          | nd.         | –           |
| 2004 | Oberhof         | –           | 24.         | 33.         | –           | –           | nd.         | –           |
| 2005 | Hochfilzen      | 23.         | 41.         | 48.         | –           | 4.          | nd.         | –           |
| 2005 | Chanty-Mansyjsk | nd.         | nd.         | nd.         | nd.         | nd.         | 11.         | –           |
| 2007 | Anterselva      | 25.         | 58.         | 54.         | –           | 20.         | 13.         | –           |
| 2008 | Östersund       | 21.         | 61.         | –           | –           | 8.          | –           | –           |
| 2009 | Pjongczang      | 88.         | 35.         | 36.         | –           | 19.         | –           | –           |

### Puchar Świata

#### Miejsca w klasyfikacji generalnej
| Sezon     | Miejsce |
| --------- | ------- |
| 1999/2000 | -       |
| 2000/2001 | 74.     |
| 2001/2002 | 90.     |
| 2002/2003 | 80.     |
| 2003/2004 | 59.     |
| 2004/2005 | 35.     |
| 2005/2006 | 91.     |
| 2006/2007 | 59.     |
| 2007/2008 | 81.     |
| 2008/2009 | 66.     |
| 2009/2010 | 74.     |
| 2010/2011 | -       |

#### Miejsca na podium chronologicznie
| Lp. | Dzień     | Rok  | Miejscowość | Konkurencja     | Lokata | Pudła | Czas biegu | Strata | Zwycięzca       |
| --- | --------- | ---- | ----------- | --------------- | ------ | ----- | ---------- | ------ | --------------- |
| 1.  | 11 lutego | 2005 | Pragelato   | Sprint na 10 km | 3.     | 0+0   | 26:43,8    | +0,6   | Siergiej Rożkow |
| 2.  | 16 lutego | 2005 | Pokljuka    | Sprint na 10 km | 1.     | 0+0   | 24:55,6    | –      | –               |